# Hayama Takumi
Takumi Hayama (sinh ngày 20 tháng 5 năm 1978) là một cầu thủ bóng đá người Nhật Bản.

## Sự nghiệp câu lạc bộ
Takumi Hayama đã từng chơi cho Tokyo Verdy, Vegalta Sendai và FC Horikoshi.